# Orizzonte Catane

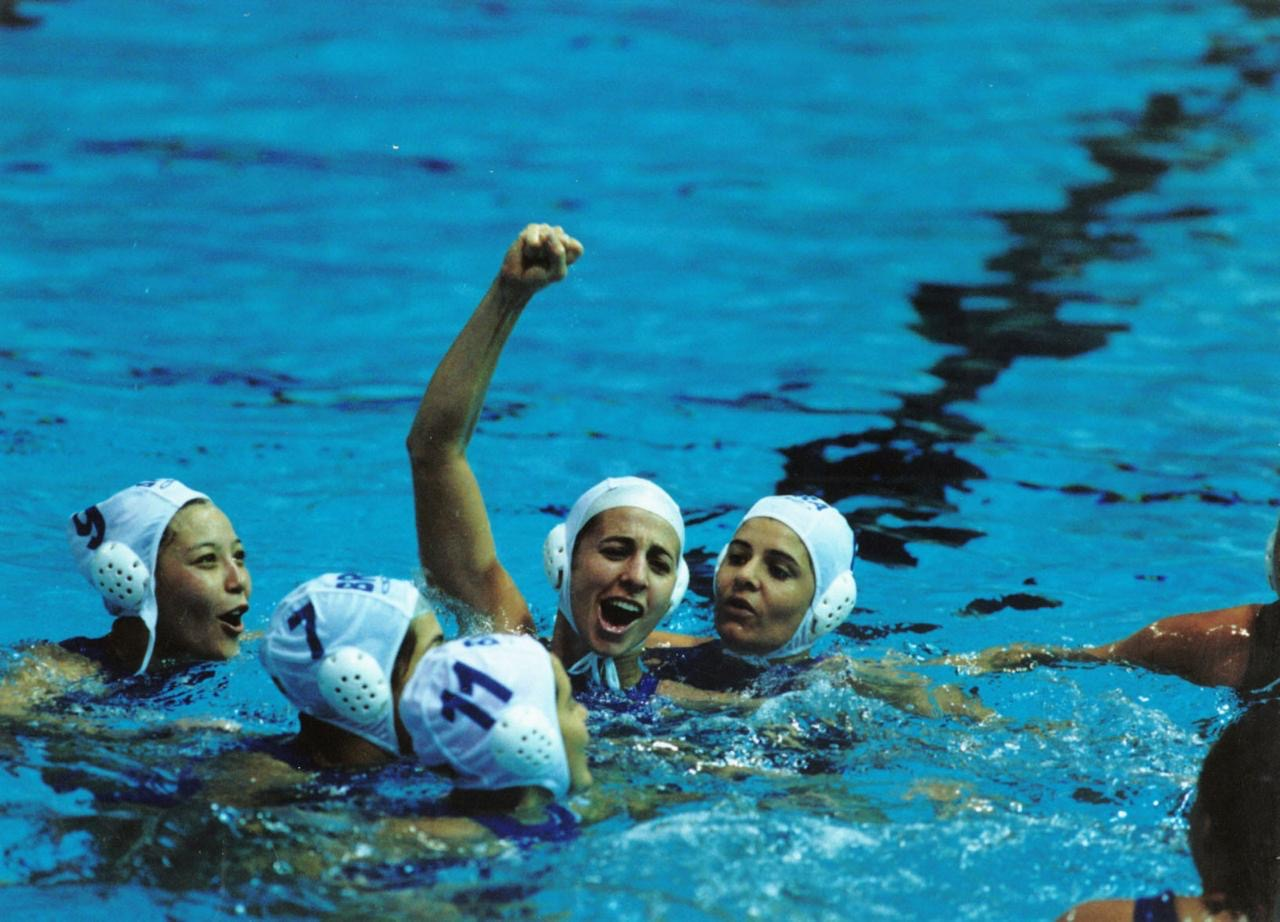
L'équipe Orizzonte Catania venant d'être qualifiée pour la coupe d'Europe en 2020

Orizzonte Catania est un club italien de water-polo, fondé en 1985 à Catane. Son équipe féminine exerce une suprématie nationale et européenne dans cette discipline depuis le milieu des années 1990.

## Historique
Fondé en 1985, le club s'installe sept ans après à la tête du championnat d'Italie féminin et en remporte toutes les éditions, à l'exception de la saison 2006-2007 remportée par la Fiorentina Nuoto, et ce jusqu'en 2012 et le sacre de Pro Recco.
En coupe d'Europe des clubs champions, l'équipe gagne huit des dix-sept éditions entre 1994 et 2010, palmarès ponctué d'une supercoupe d'Europe en 2008.

## Palmarès féminin
- 1 supercoupe d'Europe : 2008.
- 8 coupes d'Europe des clubs champions : 1994, 1998, 2001, 2002, 2004, 2005, 2006 et 2008.
- 2 Trophée de la LEN Féminin : 2008 et 2019
- 21 titres de champion d'Italie : 1992, 1993, 1994, 1995, 1996, 1997, 1998, 1999, 2000, 2001, 2002, 2003, 2004, 2005, 2006, 2008, 2009, 2010[2] 2011[3], 2019 et 2021
- 4 Coupe d’Italie : 2012[4], 2013, 2018, et 2021.